# برنده (فیلم ۱۳۵۷)
برنده فیلم کوتاه ایرانی به کارگردانی امیر نادری و محصول سال ۱۳۵۷ است.
این فیلم ناتمام است.
امیر نادری قبل از این‌که فیلم دونده را بسازد، قبل از انقلاب قرارداد ساخت فیلمی با نام برنده را با کانون پرورش فکری کودکان و نوجوانان امضا می‌کند و مشغول ساخت می‌شود که برخورد می‌کند به انقلاب. بعد از انقلاب، کانون به امیر نادری فشار می‌آورد که فیلم برنده را تمام کند. نادری نوزده دقیقه پایانی فیلم را مونتاژ می‌کند و بدون صداگذاری ، فیلم را متوقف می‌کند تا کانون را متقاعد کند که دونده را بسازد ... به نوعی فیلم دونده چرک‌نویس فیلم برنده است.

## عوامل فیلم
- کارگردان: امیر نادری